# Albert Kraus

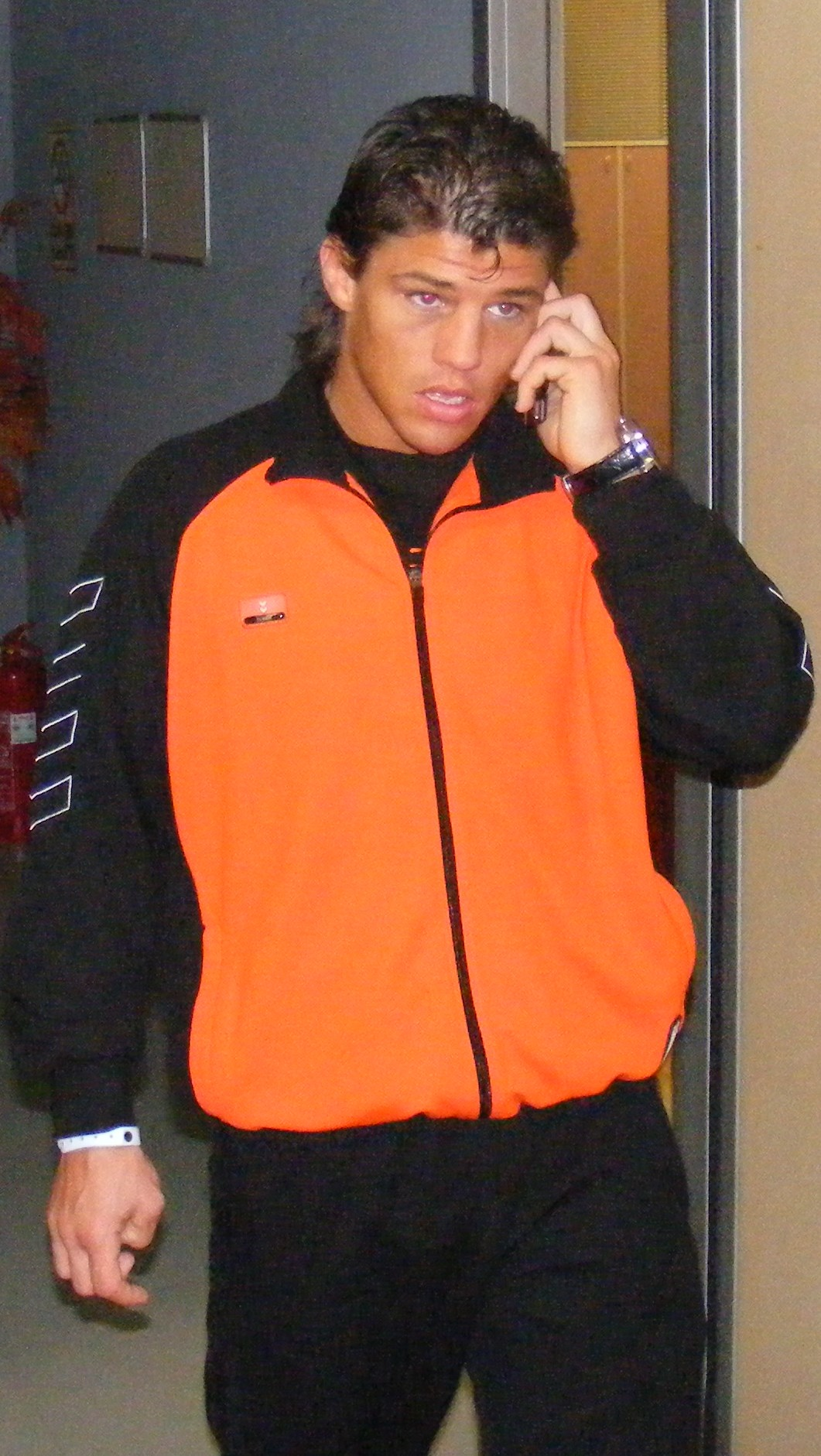
Albert Kraus

Albert Kraus (* 3. August 1980 in Oss/Niederlande) ist ein K-1-Kämpfer.

## Leben und Wirken
Er ist der erste K1 MAX World Grand Prix-Sieger. Sein Spitzname ist The Hurricane. Kraus ist 1,75 m groß und wiegt 70 kg, somit liegt er an der Gewichtsgrenze für das K1 Max.
Titel:
- WKA-Weltmeister
- WPKA-Weltmeister
- FIMAC-Niederländischer Meister
- IKBF-Europameister
- K-1 World Max 2002 Champion
- K-1 World Max 2003 Finalist